# Ion Scurtu
Ion Scurtu (n. 1877, Brașov – d. 23 iulie 1922) a fost un critic și istoric literar român. A studiat la Budapesta, Cluj și Leipzig, unde și-a luat doctoratul cu o teză despre viața și proza lui Mihai Eminescu, îndrumător științific fiindu-i profesorul Gustav Weigand. Publică în limba germană biografia lui M.Eminescu, considerată de Nicolae Iorga “cea dintâi bună biografie a unui scriitor român.”  În 1903 Ion Scurtu public prima biografie a lui Eminescu în limba română, prilej cu care același N.Iorga afirma: “Un nou Eminescu apăru: minte sănătoasă de a ști, suflet doritor de a se împărtăși altora, inimă revărsându-se în bunătate, ochi puternici țintind necontenit idealul”.  A fost redactor la revista „Tribuna”. A colaborat la „Sămănătorul”, „Noua revistă română”, „Minerva”, etc. S-a remarcat mai ales prin studiile publicate în limba română și germană, consacrate lui Eminescu („Viața și scrierile în proză ale lui Mihai Eminescu”, 1903, „Portretele lui Eminescu”, 1903) precum și ca editor al unei părți din opera inedită a acestuia: Geniu pustiu, îngr. și pref. Ion Scurtu, București, 1904 ; Scrieri politice și literare, I, îngr. și introd. Ion Scurtu, București, 1905; Proza literară, îngr. și introd. Ion Scurtu, București, 1908; Poezii, îngr. Ion Scurtu, București, 1908, ed. a II-a, București, 1910.
"Adevărat și conștiincios editor științific",  l-a numit  Perpessicius.